# Koncert dla Niepodległej

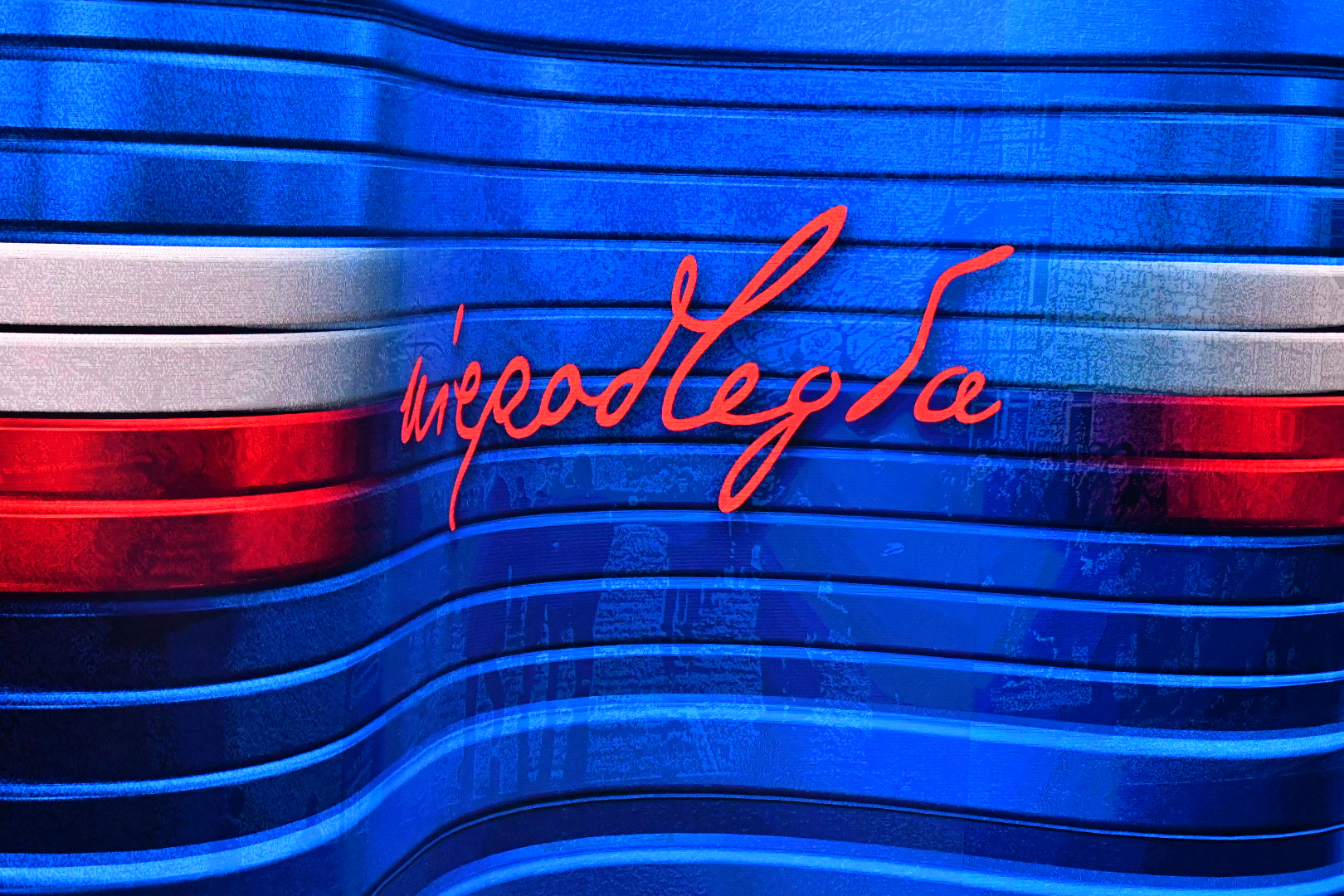
Koncert dla Niepodległej (2018)

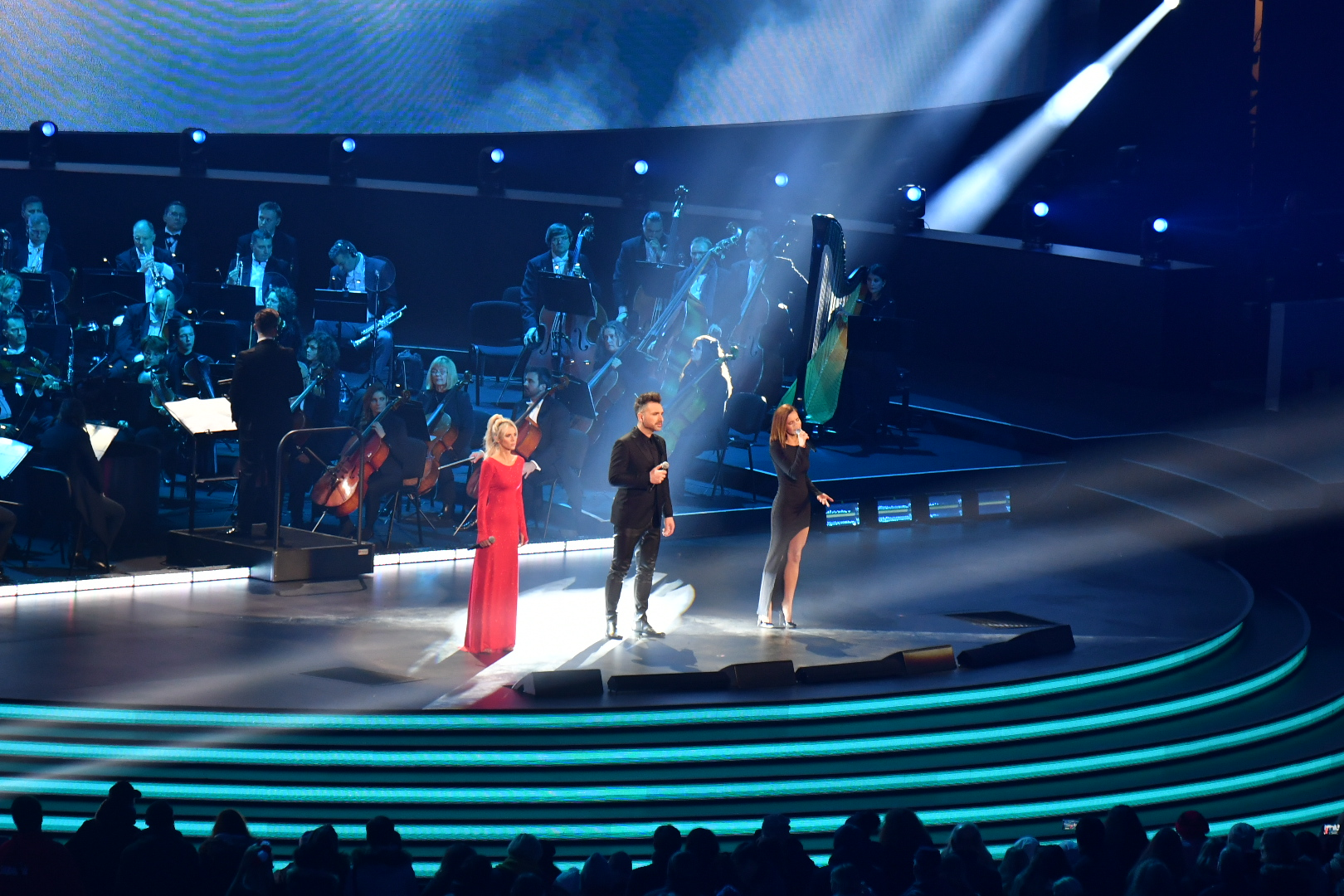
Koncert dla Niepodległej, artyści

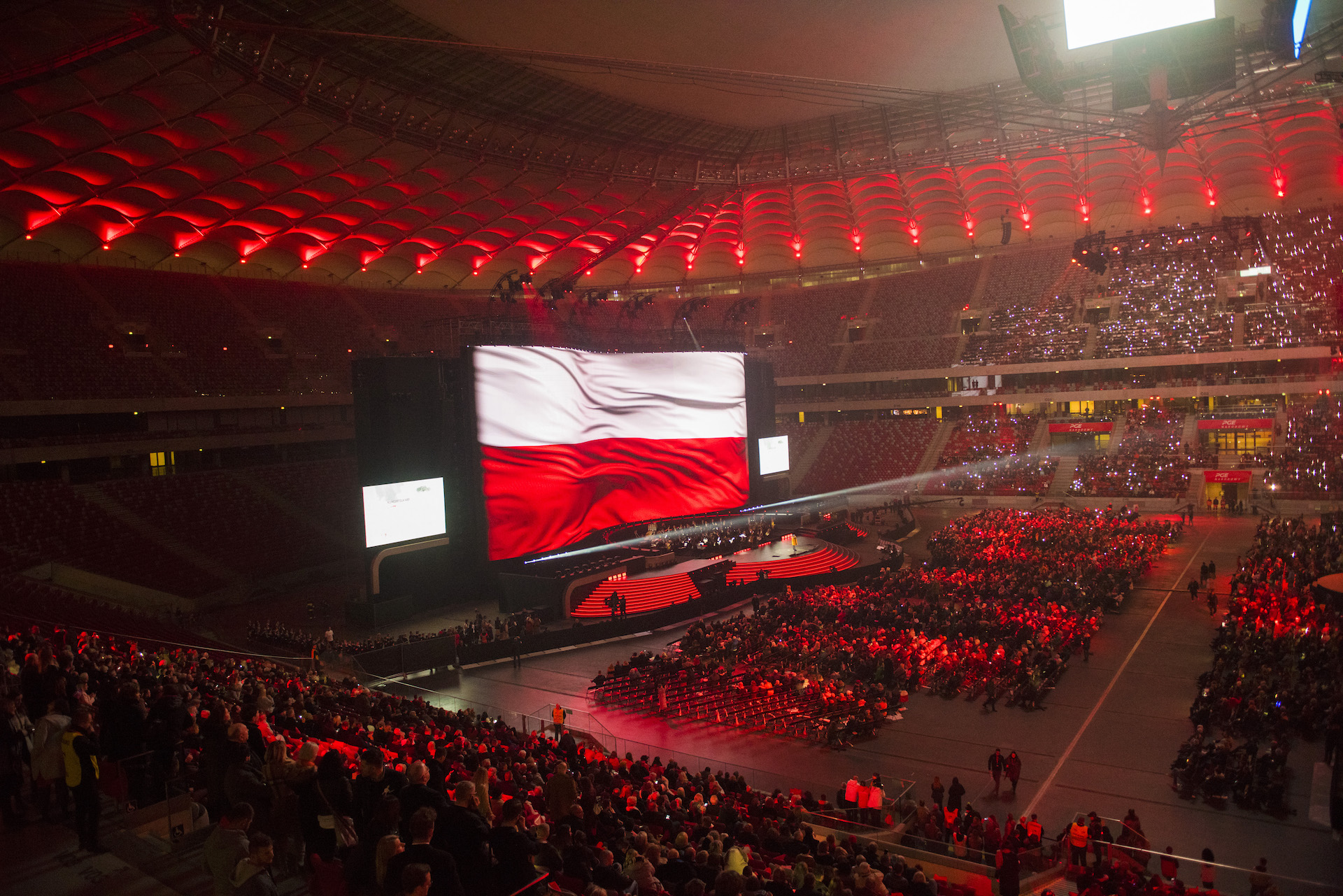
Scena z flagą, widownia na stadionie

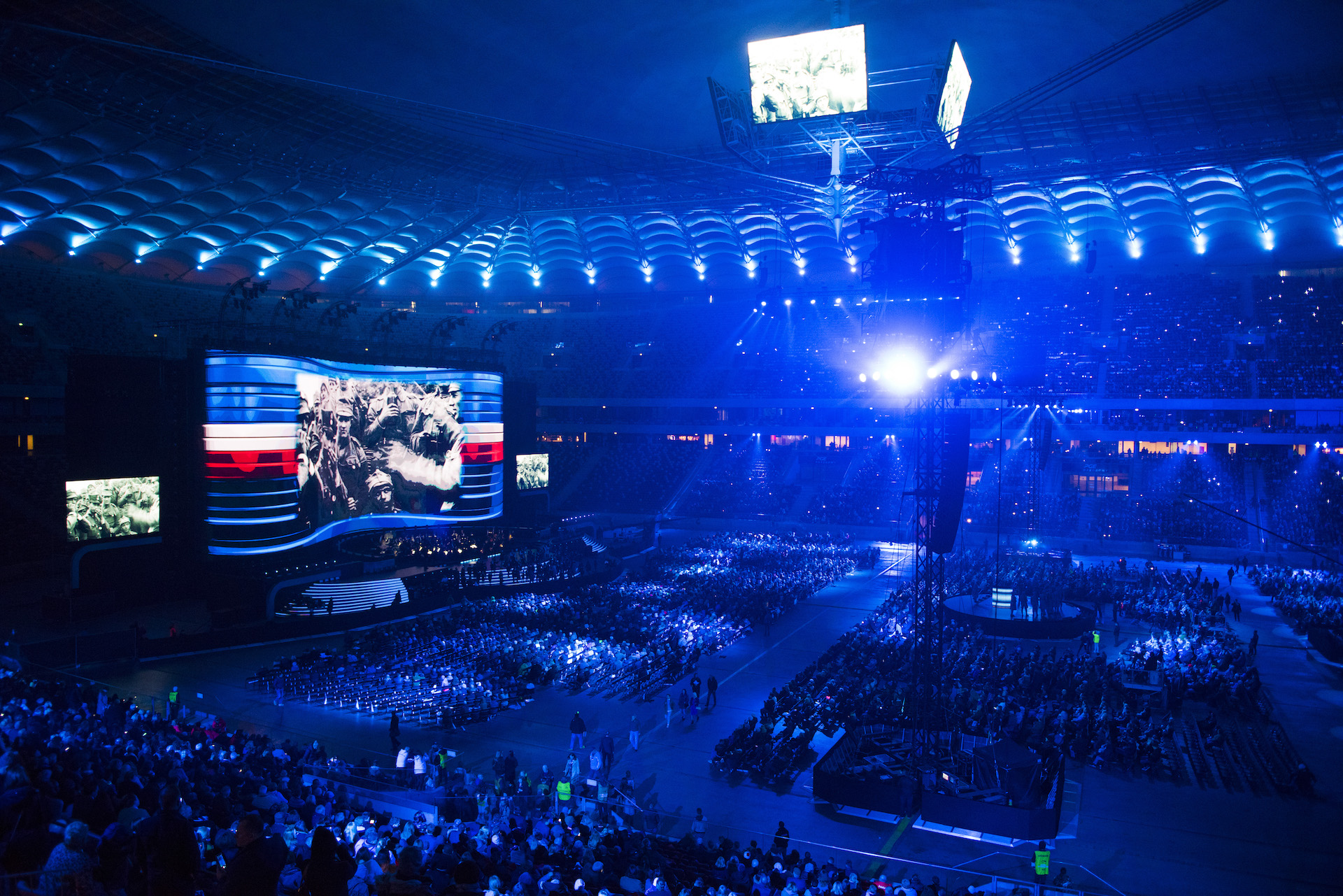
Montaż obrazu i dźwięku w czasie koncertu

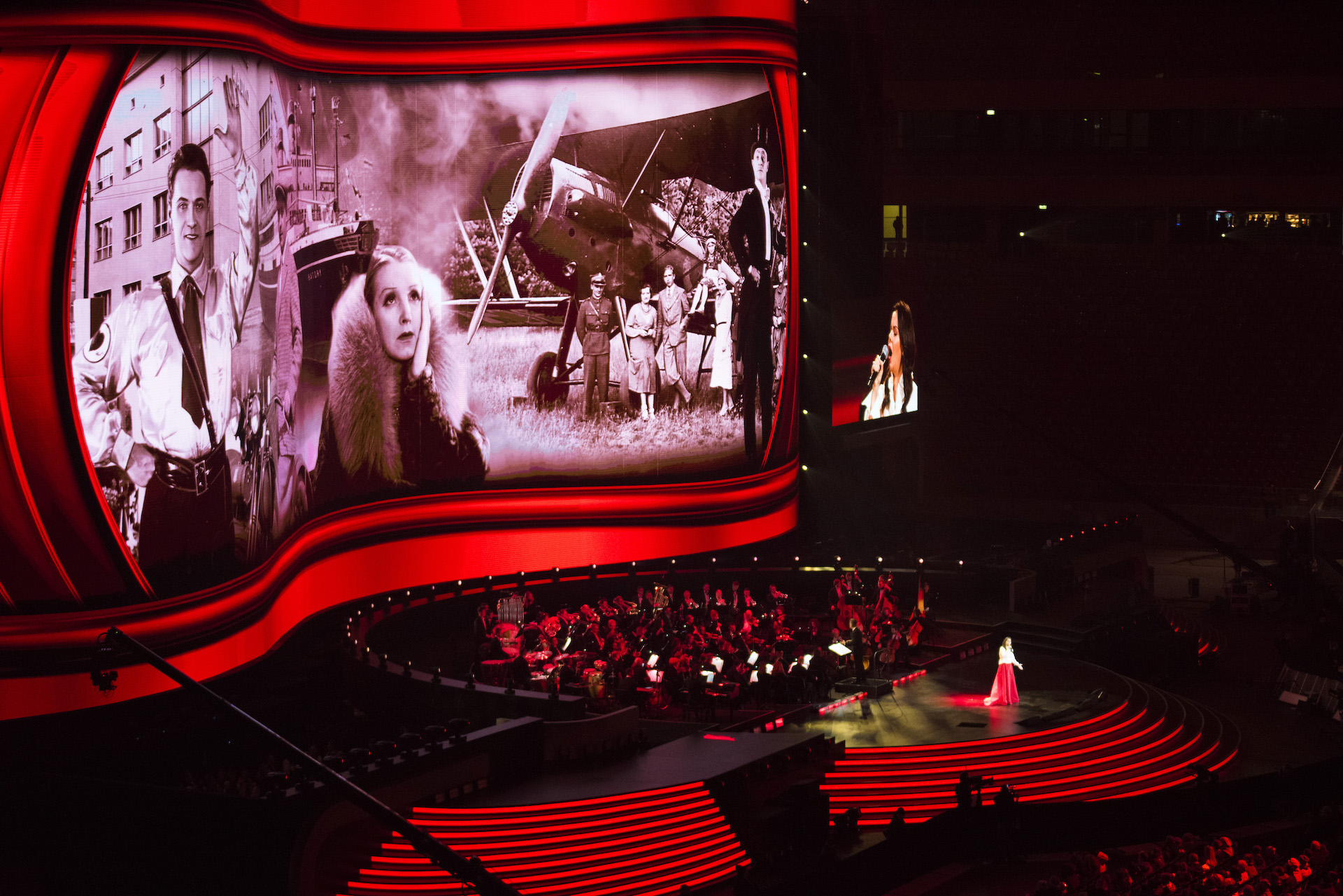
Połączenie filmów, zdjęć, muzyki i efektów specjalnych

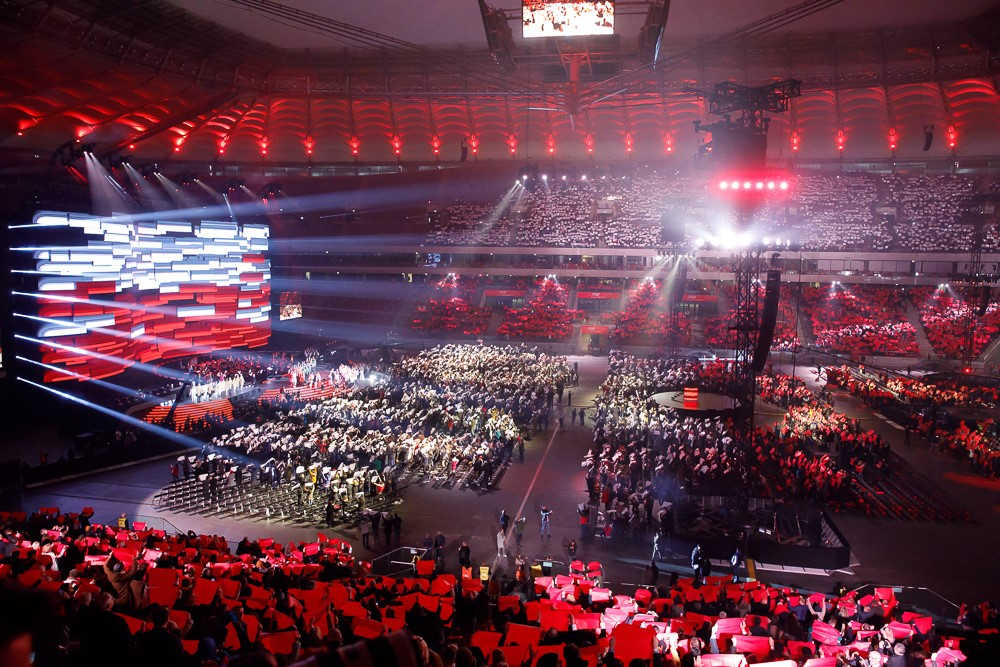
Efekty świetlne w czasie koncertu

Koncert dla Niepodległej – zorganizowany z okazji 100. rocznicy odzyskania przez Polskę niepodległości, odbył się wieczorem 10 listopada 2018 na Stadionie Narodowym.
Koncert był transmitowany przez Telewizję Polską oraz Polskie Radio (także strumień na YouTube, retransmisja na kanałach TVN i Polsat). Na stadionie oglądało go ponad 37 000 widzów, przed telewizorami w sumie 7 000 000. Twórcy przedstawili 100-letnią historię kraju, odmierzaną pieśniami i piosenkami, które jej towarzyszyły: od pieśni legionowych po współczesne piosenki pop-kultury. Występom towarzyszyły inscenizacje, animacje i filmy. Organizatorem koncertu było Biuro Programu „Niepodległa”.

## Utwory i wykonawcy
1. Widziałam ja orła na niebie
muzyka i tekst: Janusz Sent, Zbigniew Stawecki; wykonanie: Natalia Sikora
2. Piosenki legionowe (Białe róże, Wojenko, wojenko, Szara piechota, Przybyli ułani pod okienko, My, Pierwsza Brygada)
aranżacja: Grzegorz Urban; wykonanie: Mała Armia Janosika
3. Tylko we Lwowie
muzyka i tekst: Henryk Wars, Emanuel Schlechter; wykonanie: Warszawska Orkiestra Sentymentalna
4. Miłość ci wszystko wybaczy
muzyka i tekst: Henryk Wars, Julian Tuwim; wykonanie: Aleksandra Kurzak
5. Ta ostatnia niedziela
muzyka i tekst: Jerzy Petersburski, Zenon Friedwald; wykonanie: Andrzej Lampert
6. Czerwone maki na Monte Cassino
muzyka i tekst: Alfred Schütz, Feliks Konarski; wykonanie: Państwowy Zespół Ludowy Pieśni i Tańca „Mazowsze”
7. Wiersze wojenne
muzyka i tekst: Zygmunt Konieczny, Krzysztof Kamil Baczyński; wykonanie: Natalia Nykiel, Misia Furtak
8. Piosenki powstańcze
aranżacja: Piotr Zabrodzki; wykonanie: Jan Młynarski, Warszawskie Combo Taneczne
9. Warszawo ma
muzyka i tekst: Aleksander Olszaniecki, Ludwik Starski; wykonanie: Stanisława Celińska
10. Ukochany kraj
muzyka i tekst: Tadeusz Sygietyński, Konstanty Ildefons Gałczyński; wykonanie: L.U.C., Rebel Babel Ensemble, Tulia
11. Biały krzyż
muzyka i tekst: Krzysztof Klenczon, Janusz Kondratowicz; wykonanie: Skubas, Jan Radwan, Maciej Starnawski
12. Nic dwa razy
muzyka i tekst: Marek Jackowski, Wisława Szymborska; wykonanie: Kamil Bednarek, Dariusz Malejonek, Milo Kurtis
13. Medley piosenek bigbitowych
aranżacja: Marcin Majerczyk; wykonanie: Maryla Rodowicz, Sound'n'Grace
14. Świecie nasz
muzyka i tekst: Jan Kanty Pawluśkiewicz, Marek Grechuta; wykonanie: Sławomir Uniatowski, Sound'n'Grace
15. Ballada o Janku Wiśniewskim
muzyka i tekst: Mieczysław Cholewa, Krzysztof Dowgiałło; wykonanie: Olga Szomańska, Michał Kowalonek
16. Modlitwa
muzyka i tekst: Tadeusz Nalepa, Bogdan Loebl; wykonanie: Natalia Szroeder, Mateusz Ziółko, Kasia Moś
17. Mury
muzyka i tekst: Lluís Llach, Jacek Kaczmarski; wykonanie: Krystyna Prońko, Sound'n'Grace
18. Przesłanie Pana Cogito (recytatyw)
tekst: Zbigniew Herbert; czytanie: autor
19. Żeby Polska była Polską
muzyka i tekst: Włodzimierz Korcz, Jan Pietrzak; wykonanie: Jan Pietrzak
20. Modlitwa o wschodzie słońca
muzyka i tekst: Przemysław Gintrowski, Natan Tenenbaum; wykonanie: Paweł Kukiz, Sound'n'Grace
21. Kocham wolność
muzyka i tekst: Bogdan Łyszkiewicz; wykonanie: Sebastian Karpiel-Bułecka, Marek Piekarczyk
22. Modlitwa o pokój
wykonanie: Stanisława Celińska, Chór Szkolny Zaczarowana Melodia
23. Nie pytaj o Polskę
muzyka i tekst: Grzegorz Ciechowski; wykonanie: Igor Herbut
24. Jej portret
muzyka i tekst: Włodzimierz Nahorny, Jonasz Kofta; wykonanie: Aleksandra Kurzak, Andrzej Lampert
25. To wychowanie
muzyka i tekst: Andrzej Zeńczewski, Muniek Staszczyk, Witold Antkowiak; wykonanie: Wojciech Cugowski, Damian Ukeje, Muniek Staszczyk
26. Arahja
muzyka i tekst: Kazimierz Staszewski, Kult; wykonanie: Ewa Farna
27. Dziwny jest ten świat
muzyka i tekst: Czesław Niemen; wykonanie: SBB, Adam Bałdych, Sound'n'Grace
28. Chcemy być sobą
muzyka i tekst: Zbigniew Hołdys; wykonanie: Krzysztof Cugowski
29. Mazurek Dąbrowskiego
tekst: Józef Wybicki